# Lígula
En botánica, la lígula es un apéndice membranoso ubicado en la línea que une la lámina, o limbo foliar, con la vaina en la familia de las gramíneas. Cuando se presentan, las lígulas pueden ser membranosas, pubescentes o pilosas.
En los capítulos de las compuestas, las lígulas son cada una de las corolas gamopétalas y zigomorfas, tridentadas o quinquedentadas, que poseen las flores de la periferia o de toda la inflorescencia.
- Datos: Q882214
- Multimedia: Ligule / Q882214